# Ferran Adrià
Ferran Adrià Acosta (Hospitalet de Llobregat, Barcelona, 14 de mayo de 1962) es un cocinero español. Adrià fue chef y copropietario hasta 2011 del desaparecido restaurante español El Bulli (Cala Montjoi, Gerona) que recibió distinciones tales como la de Mejor Restaurante del Mundo en el ranking The World's 50 Best Restaurants elaborado por la revista británica Restaurant, y el premio S. Pellegrino durante cuatro años consecutivos.

## Polémicas
Se ha criticado su forma de cocinar como poco saludable. Adrià denunció al cocinero Santi Santamaria, quien describió su forma de entender la cocina como «pretenciosa». Santamaria atacó los platos de Adrià en El Bulli calificándolos de poco saludables, alegando que «los platos de Adrià están diseñados para impresionar en lugar de para satisfacer y usan productos químicos que ponen la salud de los platos en riesgo». Criticó el uso de aditivos y la llamada gastronomía molecular presentes en los platos de Adrià. Otros chefs acusaron a Santamaría de envidioso y de «poner en peligro la reputación de las cocinas españolas». La controversia ha dividido a los chefs españoles más prestigiosos entre los que apoyan los métodos de Adrià y los que están en contra. Algunos de los platos criticados incluyen el whisky congelado agridulce, sorbete de ajo blanco y almendras, blackberry con sabor a tabaco y la paella Kellogg's (krispies de arroz, cabezas de camarón y puré de patatas con sabor a vainilla). El escritor culinario alemán Jörg Zipprick acusó a Adrià de envenenar a sus clientes con los aditivos que usa en su cocina y dijo que el menú de Adrià debería llevar advertencias de salud: «Estos colorantes, agentes gelificantes, emulsionadores, acidificadores y potenciadores del sabor que Adrià ha introducido masivamente en sus platos para obtener extraordinarias texturas, sabores y sensaciones no tienen un impacto neutral en la salud».

## Adrià en televisión y cine
La popularidad de Ferran Adrià ha hecho que haya sido parodiado por humoristas y programas de humor, como:
- Polònia, de TV3.
- Muchachada Nui.
- Las noticias del guiñol, donde tuvo su propio guiñol.
- Caricatura de Matt Groening, que ha servido de portada de uno de sus libros.
- En 2013, Ferran Adrià participó como invitado especial en el programa de MasterChef (España) (concurso de cocineros), en donde tuvo que decidir, junto a los otros tres jurados quién iba a ganar aquel programa.
- En 2019 participa en el sexto episodio de la primera temporada de la serie Foodie Love, dirigida por Isabel Coixet para HBO España.

## Obras publicadas
- El Bulli 1983-1993 (con Juli Soler y Albert Adrià).
- El Bulli: el sabor del Mediterráneo, 1993, ISBN 84-7596-415-X.
- Los secretos de El Bulli, 1997, ISBN 448710002.
- El Bulli 1994-1997 (con Juli Soler y Albert Adrià).
- Cocinar en 10 minutos con Ferran Adrià, 1998, ISBN 84-605-7628-0.
- Celebrar el milenio con Arzak y Adrià (con Juan Mari Arzak), 1999, ISBN 84-8307-246-7.
- El Bulli 1998-2002 (con Juli Soler y Albert Adrià), Conran Octopus, 2003, ISBN 1-84091-346-0; Ecco, 2005, ISBN 0-06-081757-7.
- El Bulli 2003-2004 (con Juli Soler y Albert Adrià), Ecco, 2006, ISBN 0-06-114668-4.
- FOOD for thought THOUGHT for food (El Bulli y Ferran Adrià), 2009 Actar Editorial, ISBN 978-84-96954-68-7.
- Comer para pensar. Pensar para comer, 2009.[8]
- La Comida de la Familia, 2011, ISBN 9788492981823.
- Escribe el prólogo de "El Efecto Ganador" de Aitor Carmona, 2016, Avant Editorial.